# Велес (бог)
Велес (стсл. Велесъ) или Волос (стсл. Волосъ) је словенски бог поља, пашњака, мора и вода и шума односно усева, стоке и животиња (дивљих). Његов животињски пандан је медвед, док је у хришћанству његову улогу преузео Свети Власије. Има неких аутора који у њему виде и словенског бога подземног света, а неки му приписују и заштиту поезије. По њему је назван један од најконтроверзнијих списа из области старе словенске вере познат као Велесова књига.

## Етимологија
Код Источних Словена (данашњих Руса, Белоруса и Украјинаца) се појављује назив Волос, док се међу Западним и Јужним Словенима назива Велесом. Власи као сточари, по њему добијају име.

## Особине
Словени су у Велесу видели бога који се брине о њиховој прехрани. Тако је било још у сакупљачко-ловачкој заједници када је он као медвед-шумски цар бринуо да буде довољно дивљачи и плодова за људе, али је бринуо и о животињама и биљкама бранећи их од људи. Након преласка на земљорадничко-сточарски тип заједнице он је на себе преузео и бригу о усевима и стоци. Био је задужен да жетва буде довољна и ако је могуће обилна, да је не покосе град или нека пошаст и да се стока размножава и не липше од болести и глади.

### Бог поља (земљорадње)
Словени су сматрали Велеса заштитником усева и њему су се молили за обилну жетву. Та веровања су се одржала у обичају тзв. Велесове или Божије браде како се назива први(или последњи) сноп жита који се увеже и након откоса се намести у врх амбара или се чува у кући. Зрна из овог снопа се користе као прва у сетви наредне године, али и за прављење брашна од ког се касније месе посебни хлебови, а код Срба се од тог брашна месио славски колач.

### Бог пашњака (стоке)
У Велеса као сточног бога заклињу се Руси приликом закључивања мира са Византинцима (Грцима).
И заклињаху се оружјем и Перуном богом својим и Волосом скотијим богом и утврдише мир 907. године.
(Из Несторове хронике, рус. скот — „стока”, „марва”.)

### Бог шума (дивљачи)
Сматра се да је териоморфни и првобитни облик Велеса био Медвед, који је представљао шумског цара који је бринуо у шумским животињама и плодовима, као и о самој шуми.

### Бог подземног света
Велес је такође описан као демон и бог подземља. Такође, он је и стални противник Перуна. О томе говори и стари мит вечне борбе Перуна и Велеса — Велес као змија гмиже уз стабло Светског Дрвета да би преузео небо, док га Перун гађа громовима (наводно, тако настају громови.) и кад га победи, Перун пушта кишу на земљу у знак тријумфа над демоном. Стари Словени виде свет као једно огромно дрво, које називају Светско Дрво. У његовим крошњама обитава Перун, заједно са већином богова, док у његовом корењу обитава Велес, као владар подземног света и господар мртвих.
Такође, постојао је један фестивал, кад, при крају године, кад Сунце стари и губи снагу, хаос све више јача, границе између светова бледе и Велес у свет живих пушта мртве. Овај празник се звао Велика Ноћ, а тај празник се и данас појављује у неким словенским земљама као Коледо, нешто попут словенске Ноћи Вештица. Младићи који су се звали коледари или вучари су се облачили у овчије руно, стављали чудовишне маске и ишли да праве доста буке и певају песме.

## Велесова књига
Велесова или Влес књига је скупина записа на брезовим дашчицама писана посебном азбуком тзв. влесовицом, а последњи записи су датирани у X век. Сматра се да су је писали руски жреци који кроз њу описују прошлост, живот и веру Руса. Њена аутентичност није доказана, историчари и лингвисти је сматрају фалсификатом.
Велесову књигу ову посвећујемо богу нашем који нам је уточиште и снага.
У она времна бејаше човек благ и одважан да га назваше оцем Руса.
А тај човек имађаше жену и две кћери. Имађаше он и стоку и краве и много оваца
и пребиваше у степи и нигде не могаше наћи мужеве за своје кћери и мољаше
богове да род његов тако не усахне. И Дајбог услиши молитву његову и по тој молби
даде му што је молио. Тако бејаху ожењени они који су међу нама.
И дужни смо веровати јер јасно је да бог Велес пород доноси.
Дужни смо боговима нашим и стога им одајемо хвалу:
Нека је благословен вожд наш сада и увек и за век и векова.
Изговорише то волшебници и одоше.
(Увод у Велесову књигу.)